# Trifthorn
Il Trifthorn (3.728 m s.l.m.) è una montagna delle Alpi del Weisshorn e del Cervino nelle Alpi Pennine. Si trova in Svizzera (Canton Vallese).

## Caratteristiche
La montagna si colloca tra lo Zinalrothorn (a nord) ed il Obergabelhorn (a sud) tra la Mattertal (ad oriente) e la valle di Zinal (ad occidente).
La montagna fa parte della cosiddetta corona imperiale, insieme di montagne che formano un ferro di cavallo: Les Diablons (3.609 m), il Bishorn (4.153 m), il Weisshorn (4.505 m), lo Schalihorn (3.974 m), lo Zinalrothorn (4.221 m), il Trifthorn (3.728 m), l'Obergabelhorn (4.062 m), il Mont Durand (3.712 m), la Pointe de Zinal (3.790 m), la Dent Blanche (4.356 m), il Grand Cornier (3.961 m), il Pigne de la Lé (3.396 m), la Garde de Bordon (3.310 m), ed al centro di questa gigantesca parabola il Monte Besso (3.667 m).

## Salita alla vetta
Si può salire sulla vetta partendo dalla valle di Zermatt e passando dalla Rothornhütte (3.198 m). Dalla valle di Zinal si sale sulla vetta passando dalla Cabane du Grand Mountet (2.886 m).